# Silvaner
Silvaner, auch Sylvaner oder Grüner Silvaner (französisch Rhin), ist eine autochthone Weißweinsorte aus Österreich. Ihre größte Verbreitung hat sie in Deutschland. In ihrem Ursprungsland Österreich hat sie nur untergeordnete Bedeutung. Silvaner bringt bei guter Reife und nicht zu hohem Ertrag harmonische Weine mit feiner Säure und zarter Blume.

## Herkunft

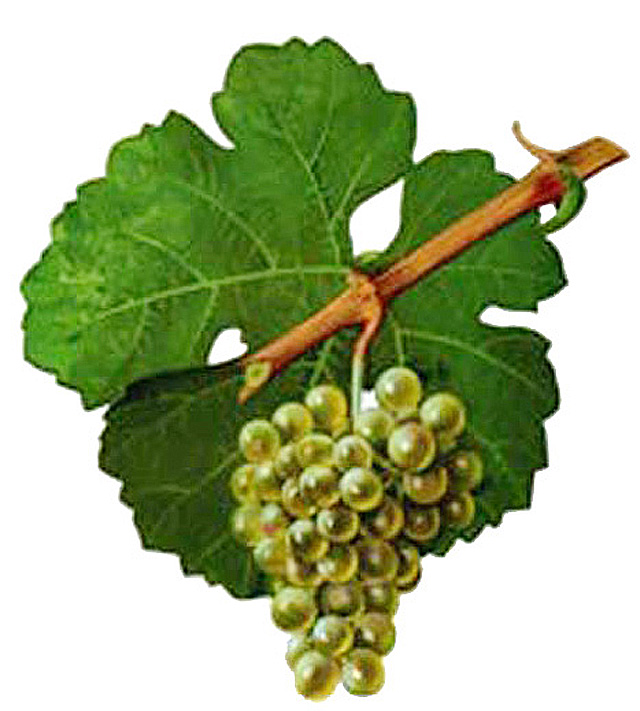
Silvanertrauben

Bereits im 15. Jahrhundert gab es Silvaner am Oberrhein bzw. am Bodensee. Im 17. Jahrhundert wurde die Rebsorte aus dem Donauraum an den Main gebracht, wo sie am 10. April 1659 nachweislich in Castell gepflanzt wurde. Daher wurde sie in Deutschland früher „Österreicher“ genannt. 1665 pflanzte Alberich Degen, Abt des Klosters Ebrach, erstmals eine Silvaner-Rebe in der Weinberganlage Würzburger Stein. Daher wurde 2009 das Jubiläum 350 Jahre Silvanerrebe mit einigen Sonderveranstaltungen in Franken gefeiert. Bis in die 1970er Jahre war der Silvaner in Deutschland mit mehr als 30 % Flächenanteil die meistangebaute Rebsorte. Danach sank ihr Anteil beständig.
Als Namensgeber wird der römische Waldgott Silvanus vermutet. Er stand für die Kraft der Natur und repräsentierte das bäuerliche Weltbild. Verehrt wurde Silvanus auch als Erfinder des Pflanzenbaus.
Dieser Ansatz der Namensgebung kann durch eine Arbeit zur Namenshistorie von Silvaner bestätigt werden. Ursprünglich dürfte dieser Name jedoch für die Rebsorte Grünfränkisch verwendet worden sein, der auch als Salviner bzw. Salvin vert bezeichnet wurde. Durch sein ähnliches Aussehen und ähnliche Benennungen, wie z. B. Scharvaner für Grünfränkisch und Tschafahndler für Silvaner, dürfte der Name auf den Grünen Silvaner übergesprungen sein. Der ursprüngliche Name für den Grünen Silvaner in Österreich war Grüner Zierfahnler, wo auch seine Herkunft vermutet wird.

## Abstammung
Natürliche Kreuzung von Traminer × Österreichisch Weiß.

## Ampelographische Sortenmerkmale
- Die Triebspitze ist offen. Sie ist hellgrün und mittelwollig behaart. Die Jungblätter sind spinnwebig behaart und von gelblicher Farbe.
- Die mittelgroßen Blätter sind rundlich, meist ganz oder schwach dreilappig und wenig gebuchtet. Die Stielbucht ist V-förmig, offen bis geschlossen. Das Blatt ist nur schwach gezähnt. Die Zähne sind im Vergleich der Rebsorten sehr breit angelegt. Die Blattoberfläche (auch Spreite genannt) ist kaum blasig.
- Die meist walzenförmige Traube ist selten geschultert, mittelgroß und mittel dichtbeerig bis kompakt. Die rundlichen Beeren sind mittelgroß und von grünlicher Farbe. Bei Überreife werden die braun gepunkteten Beeren gelbgrün. Die Schale der Beere ist mittelstark bis dick. Daher ist der Silvaner kaum empfindlich gegen die Rohfäule.

Reife: Die Trauben reifen Anfang bis Mitte Oktober, physiologisch ca. 2 Wochen später als die des Gutedels.

### Spielarten vom Silvaner

#### Roter Silvaner
Rotbeerige Spielart vom Silvaner. Aus einer Kreuzung von Trollinger × Roter Silvaner ist die Sorte Happenbach entstanden.

#### Blauer Silvaner

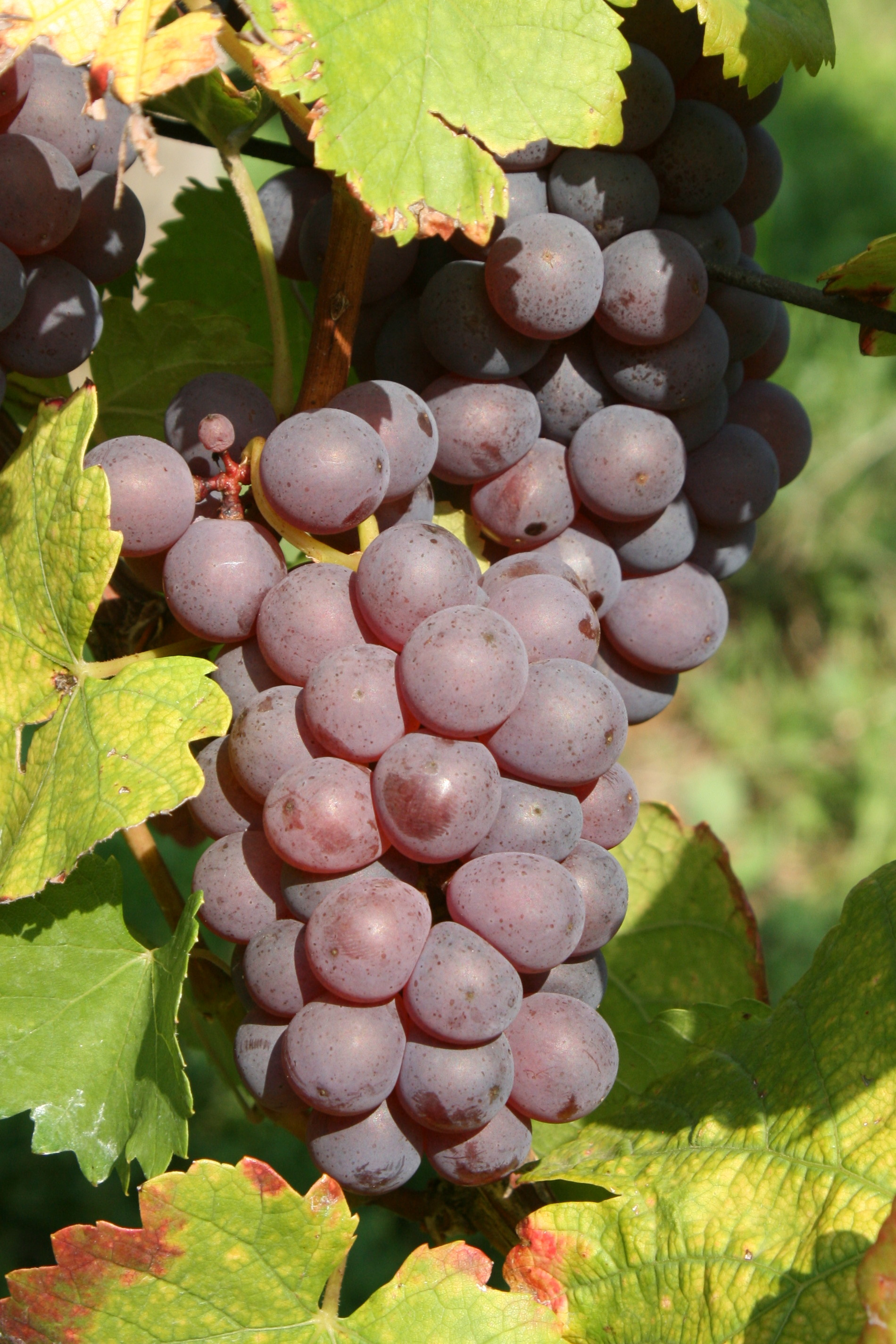
Blauer Silvaner

Entstand durch eine Farbmutation aus dem ‘Grünen Silvaner’ und ist eine Weißweinsorte, die heute nur noch selten angebaut wird. Die Farbe der Trauben variiert von einem hellen Grauton bis zu einem tiefen Violett. Die Sorte wurde ab 1964 aus Beständen von ‘Grünem Silvaner’ heraus selektioniert und ist seit 1984 als Ertragsrebsorte in Deutschland zugelassen. Die Sorte soll in der Regel um 4 °Oechsle höheres Mostgewicht bringen. Die Weine sind meist fruchtiger, extraktreicher und haben bei einer kurzen Maischestandzeit einen rotgoldenen Farbschimmer.
→siehe Blauer Silvaner

## Ertrag
Der Grüne Silvaner ist kräftig im Wuchs, fruchtbar und liefert – dank der starken Blütenfestigkeit – gleichmäßig hohe Erträge in frostsicheren Lagen. ‘Silvaner’ ist anfällig für Echten Mehltau und aufgrund der mittelmäßigen Holzreife winterfrostempfindlich.
Sehr gute Qualitäten können mit einer ausreichenden Ertragsregulierung (→ Reberziehung) erzielt werden.

### Selektion
Die Klonenselektion wurde 1876 durch Gustav Adolf Froehlich erstmals mit dem Silvaner praktiziert. Er vermehrte gezielt Rebstöcke aus besonders leistungsfähigen Rebstöcken.

## Ansprüche
Silvaner benötigt fruchtbare, durchlässige mittelschwere bis schwere Böden mit guter Nährstoffversorgung, ansonst geht das Wachstum der Triebe stark zurück (er holzt ab). Trockene, flachgründige Böden sind ungünstig für die Sorte. Wegen der Winterfrostempfindlichkeit soll er nicht in spätreifende oder tiefe Lagen gepflanzt werden.

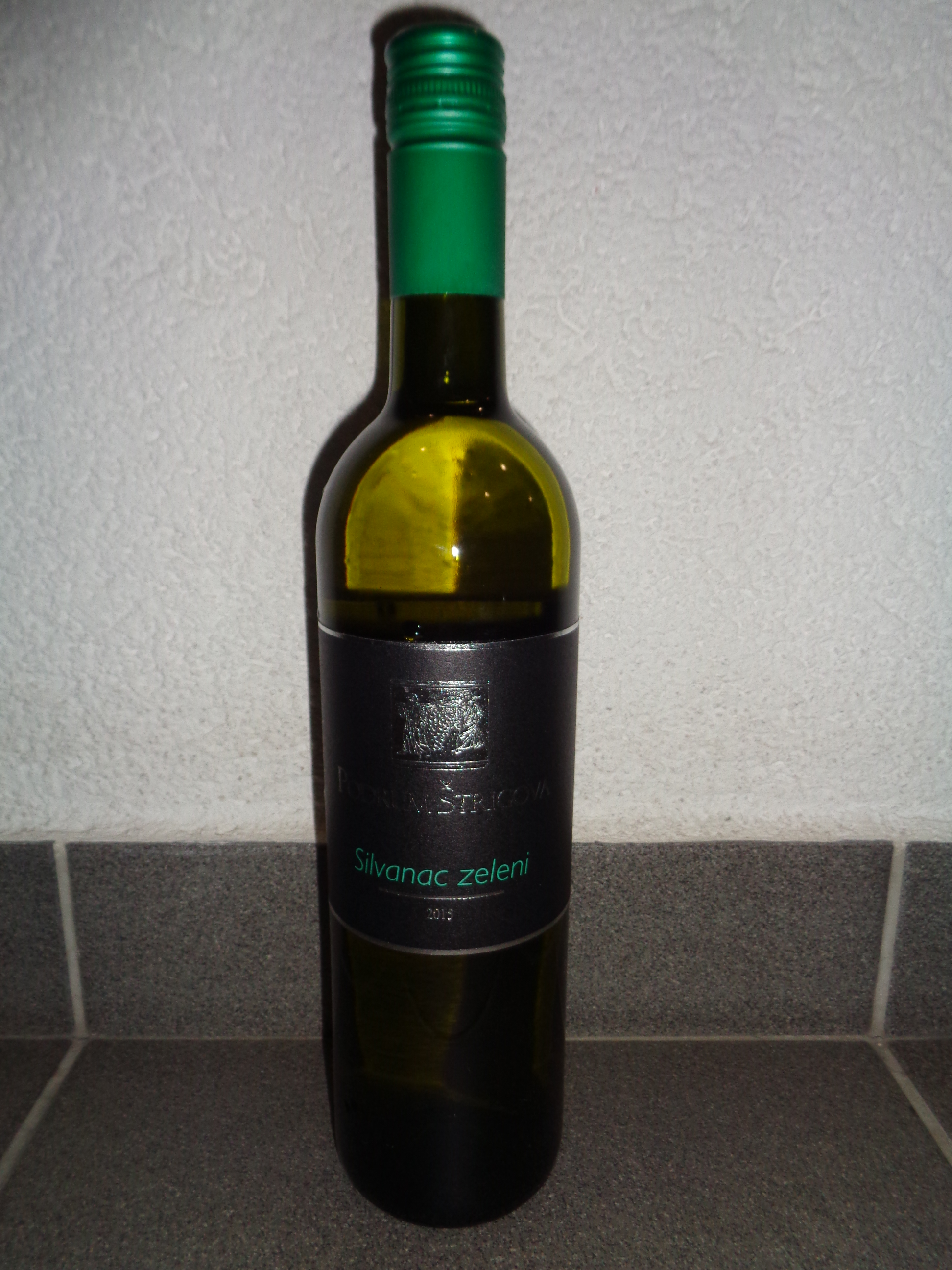
Eine Flasche Grüner Silvaner des Jahrgangs 2015 aus der Gespanschaft Međimurje, Nordkroatien

## Wein
Bei guter Reife und nicht zu hohem Ertrag liefert die Sorte harmonische Weine mit feiner Säure und zarter Blume.
Der Weincharakter des Silvaners wird sehr vom Standort und der Bodenbeschaffenheit geprägt. Auf Lehmböden werden sie oft neutral, dagegen entstehen auf Verwitterungsböden, wie z. B. in Franken oder um den Kaiserstuhl, feine, elegante Weine.
Vom Typ her ist Silvaner eine Rebsorte, die zwar ein weniger ausgeprägtes Fruchtspiel (→ Säure (Wein)) bringt, dafür aber ein exzellenter Terroir-Anzeiger ist.

## Vor- und Nachteile
Vorteile

- Trägt regelmäßig und sicher.
- Benötigt mittelgute Lagen mit tiefgründigen Böden.

Nachteile

- Durch die späte Reife ist die Holzreife schwach.
- Ist früh- und winterfrostempfindlich.
- Schwacher Triebwuchs auf trockenen und flachgründigen Standorten.
- Ist peronosporaanfällig, oidiumanfällig und botrytisanfällig.

## Verbreitung

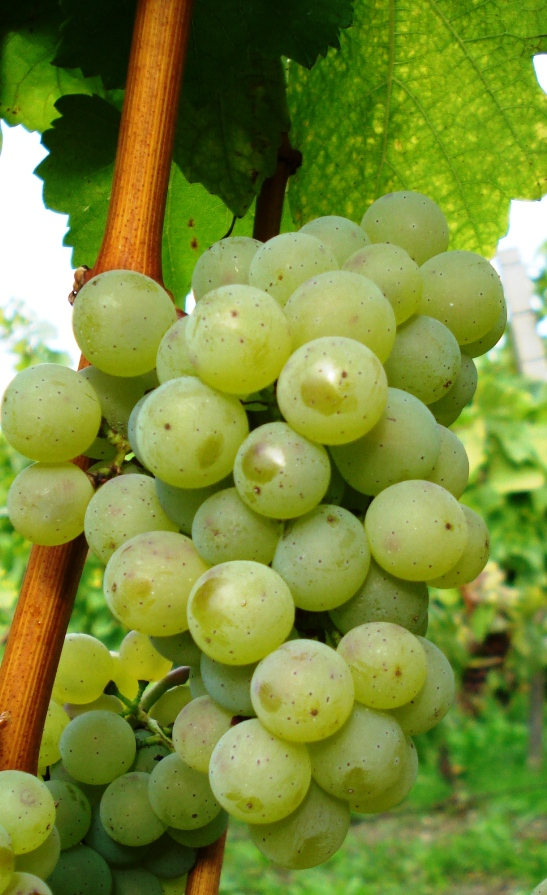
Silvanertraube

Im Jahr 2019 waren in Deutschland 4.664 ha (= 4,5 % der deutschen Rebfläche) mit der Rebsorte Silvaner bestockt. Im Jahr 2006 waren es noch 5314 ha, nachdem im Jahr 1999 noch 6828 ha erhoben worden waren.
In Österreich betrugen die Rebflächen im Jahr 2020 23,93 ha, das sind 0,051 % der österreichischen Rebfläche.
Heute wird die Silvanerrebe hauptsächlich in Rheinhessen und in Franken angebaut, wo sie die Leitsorte ist. In Rheinhessen hat das Weinmarketing ein qualitativ hoch angesiedeltes Gütesiegel für den Wein dieser Rebsorte geschaffen, den RS oder Rheinhessen Silvaner. Weitere Anbaugebiete sind Kaiserstuhl und Saale-Unstrut-Region, Österreich, die Schweiz (246,2 ha, Stand 2014), wobei er im Schweizer Kanton Wallis „Johannisberg“ genannt wird, Südtirol und das Elsass (917 ha).
Die Rebflächen in Deutschland (Stand 2019) verteilen sich wie folgt auf die einzelnen Anbaugebiete:
| Anbaugebiet           | Fläche ha | Anteil % |
| Deutschland           | 4.664     | 4,9      |
| Rheinland-Pfalz       | 2.856     | 5,1      |
| Rheinhessen           | 2.349     | 8,8      |
| Pfalz                 | 594       | 3,0      |
| Nahe                  | 243       | 5,8      |
| Mittelrhein           | 1         |          |
| Bayern (Franken)      | 1.522     | 23,1     |
| Baden-Württemberg     | 213       | 0,9      |
| Baden                 | 121       |          |
| Württemberg           | 92        |          |
| Saale-Unstrut         | 49        | 0,7      |
| Hessen                | 24        | 0,7      |
| Hessische Bergstrasse | 15        |          |
| Rheingau              | 9         |          |

## Synonyme
Im Vitis International Variety Catalogue sind die folgenden 147 Synonyme für Silvaner aufgelistet:
Arvine, Arvine Grande, Augustiner Weiss, Augustraube Weisse, Balint, Beregi Szilvani, Boetzinger, Cilifantli, Clozier, Cynifadl Zeleny, Cynifal, Cynifal Zeleny, Feuille Ronde, Fliegentraube, Franken, Frankenriesling, Frankentraube, Fueszeres Szilvani, Gamay Blanc, Gelber Silvaner, Gentil Vert, Grande Arvine, Gros Plant du Rhin, Gros Rhin, Gros Riesling, Gros-Rhin, Gruene Honigtraube, Gruenedel, Gruener, Gruener Silvaner, Gruener Sylvaner, Gruener Zierfahndler, Gruener Zierfahnler, Gruener Zierfandl, Gruener Zierfandler, Gruener Zirfahndler, Gruener Zirfantler, Gruenfraenkisch, Gruenlich Gelber Sylvaner, Gruner Sylvaner, Johannisberger, Krupnyi Risling, Mishka, Momavaka, Monterey Riesling, Moravka, Morawka, Mourton, Movavka, Murza Selenschitz, Mushka, Mushza, Musza, Nemetskii Rizling, Oesterreicher, Oesterreicher Gruener, Oesterreichisch, Oestreicher, Pepitraube, Pepltraube, Picardon Blanc, Picardor Blanc, Picardou Blanc, Plant du Reno, Plant du Rhin, Raisin d’Autriche, Rhin, Ronfoliza, Roter Silvaner, Rother Zierfahnler, Rundblatt, Salfin, Salfin Belyi, Salfine Bely, Salvaner, Salvener, Salvenier, Salviner, Scharvaner, Scherwaner, Schoenfeiler, Schoenfeilner, Schwaebler, Schwuebler, Sedmogradka, Sedmogradska Zelena, Seleni Kleshez, Selenzhiz, Selivan, Silvain Vert, Silvanac Zeleni, Silvanai Zeleni, Silvaner, Silvaner Bianco, Silvaner Bianco Franken, Silvaner Blanc, Silvaner Green, Silvaner Gruener, Silvaner Verde, Silvaner Vert, Silvaner White, Silvani Zoeld, Silvania, Silvanske, Silvanske Zelene, Simonstraube, Sonoma Riesling, Sylvan Zeleny, Sylvaner, Sylvaner Green, Sylvaner Gruen, Sylvaner Verde, Sylvaner Vert, Sylvanertraube, Sylvanske Rane, Sylvanske Zelene, Szemendrianer, Szilvani Feher, Tschafahndler, Tschafahnler, Weissblanke, Weisser Augustiner, Weisser Oesterreicher, Weisser Silvaner, Weisser Sylvaner, Ximenesia, Ximenestraube Fruehe, Yesil Silvaner, Zelena, Zelena Sedmogradka, Zelencic, Zeleni Silvanac, Zeleni Silvanec, Zeleny, Ziehfaedler, Zierfahndler, Zierfahnler, Zierfandl, Zierfandler Gruener, Zierifandel, Zierifandler, Zinifal, Zoeld Silvani, Zoeld Szilvani, Zoeldsilvani, Zoeldszilvani.

## Züchtungen
Silvaner wurde bei einer Reihe von Neuzüchtungen verwendet wie bei: Bukettraube, Juwel, Kanzler, Osteiner, Sicher, Diana, Freisamer, Gloria, Mariensteiner, Morio-Muskat, Multaner, Nobling, Rieslaner, Bacchus. Cantaro, Optima, Regent.